# Zotye T600
La Zotye T600 è un'autovettura prodotta dalla casa automobilistica cinese Zotye dal 2013.

## Descrizione

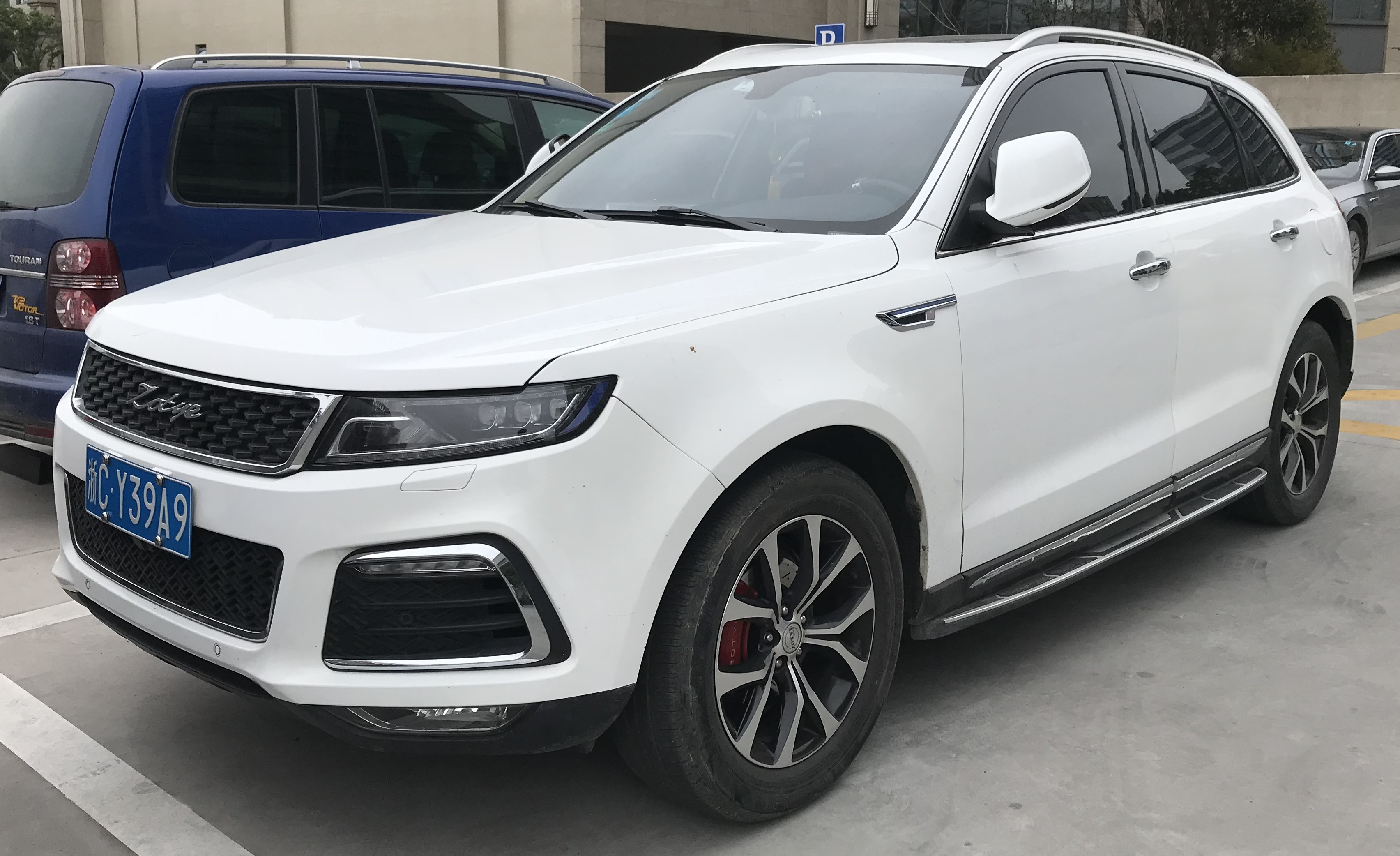
Zotye T600 Sport

La vettura ha debuttato a dicembre 2013. Il design Zotye T600 ha suscitato delle controversi per via del design poiché lo stile del corpo vettura è simili a quello dell'Audi Q5, con la parte anteriore invece assomigliante alla Volkswagen Touareg. Il lancio le motorizzazioni disponibili erano un benzina a quattro cilindri turbocompresso da 1,5; nel 2015 è stata introdotta una motorizzazione da 2,0 litri.
A maggio 2016 è stata presentata la Zotye T600 Sport, variante caratterizzata da un'estetica più sportiva con nuovi paraurti anteriori e posteriori. In seguito è stata presentata la Zotye T600 Coupé, una versione ancora più sportiva, con finiture migliori della T600 e lievi differenze estetiche in particolare negli interni che sono stati ridisegnato e nella parte anteriore con nuovi fari e griglia per il radiatore.